# Mario Benedetti
Pour les articles homonymes, voir Benedetti.
Mario Benedetti, né à Paso de los Toros le 14 septembre 1920 et mort le 17 mai 2009 à Montevideo, est un écrivain uruguayen éclectique : poète, mais aussi nouvelliste, essayiste, romancier et dramaturge. Il est considéré comme l'un des écrivains les plus importants en langue espagnole par la critique littéraire, et est aussi l'un des écrivains latino-américains les plus universels du XXe siècle.

## Biographie

### Premières années
Mario Benedetti est né le 14 septembre 1920 à Paso de los Toros en Uruguay,. Il est le fils de Benno Benedetti et Matilde Farrugia. Il réside à Paso de los Toros avec sa famille pendant les deux premières années de sa vie. La famille déménage ensuite à Tacuarembó pour des motifs professionnels. Son père, qui était pharmacien, est victime d'une escroquerie et est ruiné. La famille déménage à Montevideo, alors que Mario a quatre ans. Il commence ses études primaires en 1928 au Collège allemand de Montevideo qu’il quitte en 1933. Il poursuit sa formation au Lycée Miranda pendant encore une année. Puis il interrompt ses études secondaires au lycée Miranda en raison de problèmes financiers et continue à étudier seul de manière libre.
Entre 1939 et 1941, il réside presque sans interruption à Buenos Aires en Argentine, où il obtient un emploi de sténographe.

### Débuts littéraires
En 1943, il fait partie de l'équipe de rédaction de l'hebdomadaire Marcha où il restera jusqu'en 1974, année où le journal est interdit de publication par le gouvernement de Juan María Bordaberry. En 1954, il est nommé directeur littéraire de cet hebdomadaire.
Le 23 mars 1946, il épouse Luz Lopez Alegre, son grand amour et la partenaire de sa vie. Outre la littérature, il occupera successivement divers emplois de bureau: caissier dans une maison de pièces d'automobiles, fonctionnaire, employé aux livres dans une firme immobilière, sténographe à la faculté de chimie, etc..
En 1948, il dirige la revue littéraire Marginalia. Il publie un volume d'essais intitulé  Peripecia y novela (Péripétie et roman).
À partir de 1950, il est membre du conseil de rédaction de Numero, une des revues littéraires les plus en vue de l'époque. Il participe activement au mouvement contre le Traité militaire avec les États-Unis. C'est sa première action comme militant. Cette même année, il obtient le prix du Ministère de l'Instruction publique pour son premier recueil de contes, Esta mañana (Ce matin). Benedetti recevra du ministère de nombreuses récompenses à maintes occasions jusqu'en 1958, date à laquelle il renonce systématiquement à ces prix officiels en raison de désaccords avec la façon dont ils sont attribués.
L'année 1959 marque un moment décisif dans sa vie en raison de la révolution cubaine, dont il se sent très proche et qui modifie le regard qu'il portait sur le monde et son propre pays. Cette même année, il est invité par l'American Council of Education à donner une série de conférences dans des universités américaines. Comme il le confiera plus tard, « Mon voyage aux États-Unis et ce que j'ai vu là-bas ont fait de moi un anti-impérialiste ». Il prend position en faveur des noirs et des latino-américains. Dès lors, il refusera toute bourse offerte par les États-Unis et voyagera fréquemment à Cuba.
En 1960, il publie le roman La Tregua, qui connaitra de nombreuses éditions, des traductions en différentes langues et sera adapté à la radio, au cinéma (La Tregua), et à la télévision. Cet ouvrage relate, sous la forme d'un journal, une histoire d'amour qui s'entrelace avec les frustrations de la vie quotidienne dans un bureau de Montevideo. Il est rapidement devenu un classique de la nouvelle littérature de fiction latino-américaine.
La même année, il publie El pais de la cola de paja, un essai extrêmement polémique sur l'Uruguay, critiquant la corruption de l'administration et la passivité de la population.
En 1964, il travaille comme critique de théâtre et co-directeur de la page littéraire hebdomadaire « Al pie de las letras » du journal La mañana. Il collabore aussi avec la revue Peloduro en tant qu'humoriste. Et il rédige des critiques de cinéma pour La Tribuna popular. Il retourne à Cuba pour être membre du jury du concours Casa de las Américas, participe à la rencontre organisée sur Rubén Darío, et se rend au Mexique pour participer au deuxième Congrès latino-américain des écrivains. En 1966, il prend part à la co-production brasilo-argentine La ronda de los dientes blancos (La ronde des dents blanches) dirigée par Ricardo Alberto Defilippi, qui ne sera jamais projetée.
Aux côtés des membres du Mouvement de libération nationale Tupamaros, il fonde en 1971 le Mouvement des indépendants du 26 mars, groupe qui a fait partie de la coalition de gauche « Front large » depuis ses débuts,. De plus, il est nommé directeur du département de littérature hispano-américaine à la Faculté des Humanités et des Sciences de l'Université de la République de Montevideo.
Il publie Crónica del 71, composé en majorité d'éditorialistes politiques publiés dans l'hebdomadaire Marcha, et écrit un poème inédit et trois discours prononcés durant la campagne du Front large. Il publie aussi Los poemas comunicantes, série d’entretiens avec divers poètes latino-américains.

### Exil
Après le coup d'État en Uruguay de 1973, il renonce à son poste à l'université. En raison de ses positions politiques, il est contraint de quitter l'Uruguay pour s'exiler à Buenos Aires, en Argentine. Après cela, il s'exile au Pérou où il est emprisonné, déporté et amnistié, puis s'installe à Cuba durant l'année 1976. L'année suivante, Benedetti déménage à Madrid, en Espagne. Au total il a vécu pendant une dizaine d'années éloigné de sa patrie et de son épouse restée en Uruguay pour soigner sa mère et la sienne.
La version cinématographique de La tregua (tirée de son roman La trêve), dirigée par Sergio Renan, est nommée à la quarante-septième édition des Oscars en 1974, dans la catégorie du meilleur film étranger (le prix est attribué cette année-là au film italien Amarcord).
En 1976, Benedetti retourne à Cuba, cette fois-ci en tant qu’exilé et il réincorpore le conseil de direction de la Casa de las Américas. En 1980, il s'installe à Palma de Mallorca. Puis, deux années plus tard, il commence sa collaboration hebdomadaire dans les pages « Opinion » du journal El País en Espagne. La même année, le conseil d'État de Cuba lui accorde l'ordre Félix Varela. En 1983, il déménage à Madrid.

### Retour en Uruguay
Il retourne en Uruguay, en mars 1983, entamant une période qu'il a nommée période de desexilio (« désexil »), un thème récurrent de ses œuvres. Il est nommé membre du conseil d’édition de la nouvelle revue Brecha, ce qui va lui permettre de continuer le projet de Marcha, interrompu en 1974.
En 1985, le chanteur Joan Manuel Serrat enregistre un disque intitulé El sur también existe à partir des poèmes de Benedetti et auquel ce dernier a collaboré.
Entre 1987 et 1989, il devient membre de la « Commission nationale Pro référendum », constituée pour révoquer la « Loi de caducité de la prétention punitive de l'État » promulguée en décembre 1986 pour empêcher le jugement des crimes commis pendant la dictature militaire de son pays (1973-1985).
En 1986, il reçoit le prix Khristo Botev de Bulgarie, pour son œuvre poétique et d'essayiste. En 1987, il est récompensé à Bruxelles par le prix Flamme d'or d'Amnesty International pour son roman Primavera con una esquina rota (Printemps avec un angle coupé). En 1989, il est décoré de la médaille Haydée Santamaria par le conseil d'État de Cuba.

### Dernières années
Benedetti participe au film Le Côté obscur du cœur (El lado oscuro del corazón), production argentino-canadienne, sorti le 21 mai 1992, dans lequel on peut le voir récitant ses propres poèmes en allemand. Benedetti reçoit le 30 novembre 1996 le prix Morosoli d'argent de littérature, décerné par la Fondation Lolita Rubial, de Minas en Uruguay. À cette occasion, il est récompensé pour l’ensemble de son œuvre narrative. La même année, le Gouvernement du Chili le distingue de l'Ordre du Mérite de l'enseignement et de la culture Gabriela Mistral.
En mai 1997, l'Université d'Alicante lui attribue le titre de docteur honoris causa et quelques jours plus tard, le 11 juin, il reçoit cette même distinction de l'Université de Valladolid. Le 30 septembre suivant, il se voit récompensé par le prix León Felipe, qui souligne les valeurs civiques de l'écrivain. De plus, il est distingué en tant que docteur honoris causa en sciences philologiques de l'Université de La Havane.
Le 31 mai 1999, il obtient le 8e prix Reina Sofía de poésie ibéro-américaine, doté de 6 000 000 pesetas. Et la fondation culturelle et scientifique ibéro-américaine José Marti lui dédie le 29 mars 2001 le prix ibéro-américain José Martí.
Le 19 novembre 2002, il a été nommé citoyen d'honneur par l'intendance de Montevideo, dans une cérémonie présidée par l'intendant Mariano Arana.
En 2004, il reçoit le prix Etnosur. En 2004, il a été présenté pour la première fois à Rome en Italie un documentaire sur la vie et la poésie de Mario Benedetti, intitulé Mario Benedetti y otras sorpresas. Le documentaire, qui a été écrit et dirigé par Alessandra Mosca et joué par Benedetti, a été parrainé par l'Ambassade d'Uruguay en Italie. Le documentaire a participé au Festival International du Nouveau Cinéma latino-américain de La Havane, au XIXe festival de cinéma latino-américain de Trieste et au Festival international de cinéma de Santo Domingo.
En 2005, Mario Benedetti a présenté le poème Adioses y bienvenidas (Adieux et bienvenues). À cette occasion, est sorti aussi le documentaire Palabras verdaderas (Paroles vraies) où le poète fait une apparition.
Le 7 juin 2005, il a reçu le XIXe prix International  Menéndez y Pelayo avec une récompense de 48 000 euros et la Médaille d'honneur de l'Université International  Menéndez y Pelayo. Le prix, octroyé par l'Université Internationale  Menéndez y Pelayo est la reconnaissance de l'œuvre de personnalités remarquées dans leur projet de création littéraire ou scientifique, aussi bien en langue espagnole ou en portugais.
Mario Benedetti partage son temps entre ses résidences d'Uruguay et d'Espagne, remplissant ses multiples obligations et engagements. Après le décès de son épouse Luz López, le 13 avril 2006, victime de la maladie d'Alzheimer, Benedetti a emménagé définitivement dans sa résidence dans le quartier Centro de  Montevideo en Uruguay. Benedetti a donné une partie de sa bibliothèque personnelle à Madrid, au Centre des études ibéro-américaines de l'Université d'Alicante.
La fondation Lolita Rubial a attribué de nouveau à Benedetti, le 25 novembre 2006, le Prix Morosoli d'or.
Le 18 décembre 2007, au siège de la Paraninfo de l'Université de la République, à Montevideo, Benedetti a reçu des mains d'Hugo Chávez la « Décoration Francisco de Miranda », la plus haute distinction que le gouvernement du Venezuela octroie pour l'apport à la science, l'éducation et le progrès des peuples. Cette même année, l'Ordre de Saurí, Première Classe, pour services rendus à la littérature lui a été attribué. L'ordre de Saurí est la décoration la plus élevée attribuée par le Salvador.
En 2007, Benedetti a reçu le prix Alba, octroyé par le Venezuela.
Dans les dix dernières années, en raison de son asthme et sur prescription médicale, l'écrivain a alterné sa résidence en Espagne et en Uruguay, essayant d'éviter le froid. Son état de santé se dégradant il est resté en permanence à Montevideo.
La mort de son épouse Luz López en 2006, après six décennies de mariage, a été une épreuve douloureuse pour Benedetti. Il dira plus tard que l'écriture lui a permis de surmonter cet événement.
Dans un de ses derniers livres, intitulé Canciones del que no canta (Chansons de ceux qui ne chantent pas), il fait allusion à son histoire personnelle. « Ce ne fut pas une vie facile », a affirmé  Benedetti qui avec sa plume a marqué plusieurs générations.
Souffrant depuis plus d'un an de problèmes respiratoires et intestinaux, il est hospitalisé en avril 2009 à Montevideo. Une « cadena de Poesía » (chaîne de poésie) mondiale avait alors été organisée à l'initiative de Pilar del Río (épouse de l'écrivain José Saramago).

### Décès
Le 17 mai 2009 peu après 18 heures, Benedetti meurt dans sa maison de Montevideo, à l'âge de 88 ans. Son corps est transporté au « Salon des pas perdus » du Palais législatif pour la veillée funèbre. Un deuil national est décrété. Sa dépouille est déposée dans le Panthéon national du Cimetière Central de Montevideo.
À la tête du cortège funèbre se trouvaient la Fédération des Étudiants universitaires de l'Uruguay et le Centre des travailleurs (PIT – CNT), des personnalités et amis de l'écrivain et des centaines de citoyens, témoignant ainsi de son enracinement populaire.

## Œuvres
Son œuvre aborde les genres narratifs, dramatiques et poétiques, ainsi que des essais. Il a été enregistré en train de réciter ses poèmes sur plusieurs cassettes et CD en compagnie de Daniel Viglietti ou en solitaire. Joan Manuel Serrat a mis en musique plusieurs de ses poèmes sur le disque El sur tambien existe. L'argentine Nacha Guevara a chanté ses poèmes sur le disque Nacha Guevara canta a Benedetti.

### Nouvelles
- Esta mañana y otros cuentos (1949)
- Montevideanos (1959)
- La muerte y otras sorpresas (1968)
- Con y sin nostalgia (1977)
- Geografías (compilación de cuentos y poemas, 1984)
- Despistes y franquezas (compilación de cuentos y poemas, 1989)
- Buzón de tiempo (1999)
- El porvenir de mi pasado (2003)
- El tiempo que no llegó (2013, en la segunda edición de sus cuentos completos)

### Drames
- El reportaje (1958)
- Ida y vuelta (1963)
- Pedro y el Capitán (1979)
- El viaje de salida (2008)

### Romans
- Qui de nous peut juger, Autrement, 2016 ((en) Quién de nosotros, 1953), trad. Serge Mestre
- La Trêve, Belfond, 1982 ((en) La tregua, 1960), trad. Annie Morvan
- Gracias por el fuego (Seix Barral  (ISBN 950-731-510-1), 1965)
- El cumpleaños de Juan Ángel (Novela escrita en verso, 1971)
- Primavera con una esquina rota (1982) ; trad. Printemps au coin cassé par Caroline Lepage (Le temps des cerises, 2024)
- La borra del café (1992)
- Andamios (1996)

### Poésies
- La víspera indeleble (1945)
- Sólo mientras tanto (Número. 1950)
- Te quiero (1956)
- Poemas de la oficina (1956)
- Poemas del hoyporhoy (1961)
- Inventario uno (1963)
- Noción de patria (1963)
- Cuando eramos niños (1964)
- Próximo prójimo (1965)
- Contra los puentes levadizos (1966)
- A ras de sueño (1967)
- Quemar las naves (1969)
- Letras de emergencia (1973)
- Poemas de otros (1974)
- La casa y el ladrillo (1977)
- Cotidianas (1979)
- Ex presos (1980)
- Viento del exilio (1981)
- La noche de los feos (1983)
- Táctica y estrategia (1984)
- Preguntas al azar (1986)
- Yesterday y mañana (1987)
- Canciones del más acá (1988)
- Las soledades de Babel (1991)
- Inventario dos (1994)
- El amor, las mujeres y la vida (1995)
- El olvido está lleno de memoria (1995)
- La vida ese paréntesis (1998)
- Rincón de haikus (1999)
- El mundo que respiro (2001)
- Insomnios y duermevelas (2002)
- Inventario tres (2003)
- Existir todavía (2003)
- Defensa propia (2004)
- Memoria y esperanza (2004)
- Adioses y bienvenidas (2005)
- Canciones del que no canta (2006)
- Testigo de uno mismo (2008)

### Essais
- Peripecia y novela (1946)
- Marcel Proust y otros ensayos (Número. 1951)
- El país de la cola de paja (1960)
- Literatura uruguaya del siglo XX (1963)
- Letras del continente mestizo (1967)
- El escritor latinoamericano y la revolución posible (1974)
- Notas sobre algunas formas subsidiarias de la penetración cultural (1979)
- El desexilio y otras conjeturas (1984)
- Cultura entre dos fuegos (1986)
- Subdesarrollo y letras de osadía (1987)
- La cultura, ese blanco móvil (1989)
- La realidad y la palabra (1991)
- Perplejidades de fin de siglo (1993)
- El ejercicio del criterio (1995)
- Vivir adrede (Seix Barral  (ISBN 978-950-731-559-6). 2007)
- Daniel Viglietti, desalambrando (2007)

### Discographie

#### En solitaire
- Poemas de la oficina (Alfa, Montevideo. 1960)
- Inventario (Arca, Montevideo. 1969)
- Quemar las naves (Fol-def, Montevideo. 1969)
- Déjanos caer / Familia Iriarte (Voz Viva de América Latina, Universidad Nacional Autónoma de México. 1978)
- La palabra viviente (Contiene poemas de su libro "Preguntas al azar". Universidad de la República, Montevideo. 1986)
- Inventario 1950 - 1975 (Ayuí / Tacuabé a/e93k y ae93cd. Edición en casete de 1991 y en cd de 2002)
- Inventario 1976 - 1985 (Ayuí / Tacuabé a/e94k y ae94cd. Edición en casete de 1991 y en cd de 2002)
- Inventario 1986 - 1990 (Ayuí / Tacuabé a/e95k y ae95cd. Edición en casete de 1991 y en cd de 2002)
- Benedetti lee a Benedetti (Seix Barral, Biblioteca Mario Benedetti, Buenos Aires. 1993)
- Cuentos escogidos (Alfaguara, Madrid. 1995)
- El amor, las mujeres y la vida (Alfaguara. Cd que acompaño la edición del libro recopilatorio homólogo, Madrid. 1995)
- Poesía con los jóvenes (Cd que acompaño la edición del libro recopilatorio homólogo. 1996)
- Inventario 1991 - 2003 (Ayuí / Tacuabé ae275cd. 2004)

#### AvecDaniel Viglietti
- A dos voces vol. I (Orfeo SCO 90749. 1985)
- A dos voces vol. II (Orfeo SCO 90861. 1987)
- A dos voces (Visor Libros, S.L. / Alfaguara. 1994)
- A dos voces I y II (Orfeo CDO 047-2. Reedición en cd de los dos primeros álbumes de Orfeo. 1994)
- A dos voces (Ayuí / Tacuabé ae238